# Arulselvam Rayappan

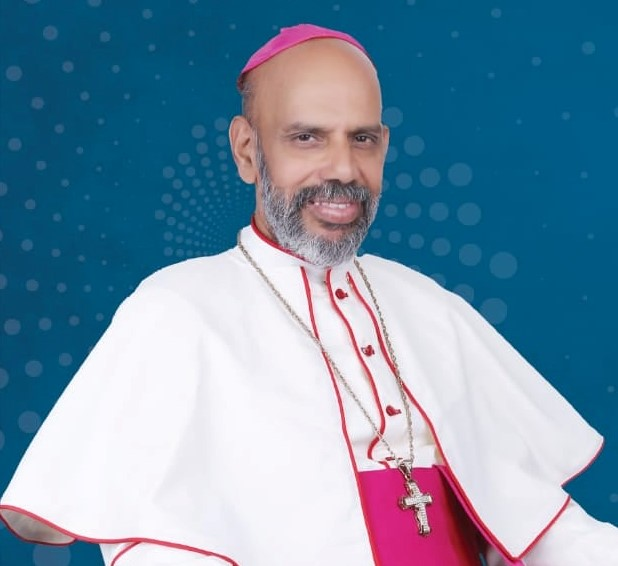
Bischof Arulselvam Rayappan (2021)

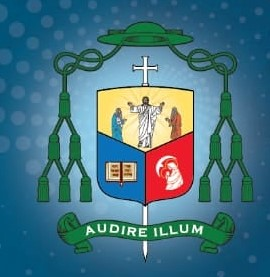
Bischofswappen von Arulselvam Rayappan

Arulselvam Rayappan (* 18. November 1960 in Sathipattu, Tamil Nadu) ist ein indischer Geistlicher und römisch-katholischer Bischof von Salem.

## Leben
Arulselvam Rayappan besuchte von 1974 bis 1978 das Kleine Seminar St. Agnes in Cuddalore. Von 1978 bis 1981 studierte Rayappan Philosophie am Christ Hall Seminary in Madurai und von 1982 bis 1986 Katholische Theologie am St. Peter’s Pontifical Institute in Bangalore. Er empfing am 20. Mai 1986 das Sakrament der Priesterweihe für das Erzbistum Pondicherry und Cuddalore.
Rayappan war von 1986 bis 1988 als Vizerektor des Kleinen Seminars St. Agnes in Cuddalore tätig, bevor er Pfarrvikar in Viriyur und Karaikal wurde. Von 1989 bis 1990 war er Pfarrer in Kurumbagaram. Nach weiterführenden Studien erwarb Arulselvam Rayappan 1992 am St. Peter’s Pontifical Institute in Bangalore einen Master im Fach Kanonisches Recht. 1994 wurde er an der Päpstlichen Universität Urbaniana in Rom in dieser Disziplin promoviert. Nach der Rückkehr in seine Heimat wurde er Professor am St. Peter’s Pontifical Institute in Bangalore.
Neben seiner Lehrtätigkeit war Arulselvam Rayappan von 1996 bis 2001 Direktor des Centre for Canon Law Studies am St. Peter’s Pontifical Institute. Von 2001 bis 2006 war er dessen Vizerektor und von 2010 bis 2017 dessen Präsident. Ferner wirkte Rayappan von 2010 bis 2018 als Sekretär der Kommission für Kanonisches Recht und die Gesetzestexte der Katholischen Bischofskonferenz von Indien sowie von 2013 bis 2017 als Präsident der Canon Law Society von Tamil Nadu und der Canon Law Society of India. Seit 2017 war Arulselvam Rayappan Richter am Kirchengericht des Erzbistums Pondicherry und Cuddalore sowie erneut Direktor des Centre for Canon Law Studies.
Am 31. Mai 2021 ernannte ihn Papst Franziskus zum Bischof von Salem. Der Erzbischof von Madurai, Antony Pappusamy, spendete ihm am 4. August desselben Jahres in der Infant of Jesus Cathedral in Salem die Bischofsweihe; Mitkonsekratoren waren der emeritierte Bischof von Salem, Sebastianappan Singaroyan, und der Bischof von Dharmapuri, Lawrence Pius Dorairaj. Arulselvam Rayappan wählte den Wahlspruch Audire Illum („Auf Ihn hören“).